# Musée de la chasse et de la nature
Musée de la chasse et de la nature (Muzeum lovu a přírody) je soukromé muzeum v Paříži. Nachází se ve 3. obvodu v ulici Rue des Archives v historické čtvrti Marais. Muzeum se zaměřuje na lovecké zbraně, trofeje, umělecká díla s námětem lovu a na myslivost. Rozloha hlavní expozice v paláci hôtel de Mongelas je 650 m2.

## Historie
Ardenský průmyslník François Sommer (1904-1973) a jeho manželka Jacqueline založili v roce 1964 nadaci Fondation de la Maison de la Chasse et de la Nature (Nadace Domu lovu a přírody), která si dala za úkol rozvíjet v praktickém lovu respekt k přírodě a především k divoké fauně, vytvořit muzeum lovu a přírody (1967) a zřídit a udržovat zoopark Bel-Val v Ardenách (1971).
Sommerův přítel André Malraux zajistil pro muzeum jako sídlo pařížský palác hôtel de Guénégaud. V roce 1964 pronajalo město Paříž palác na 99 let nadaci, která nechala palác zrestaurovat. Od roku 2007 je hlavním sídlem muzea hôtel de Mongelas rovněž ve čtvrti Marais.

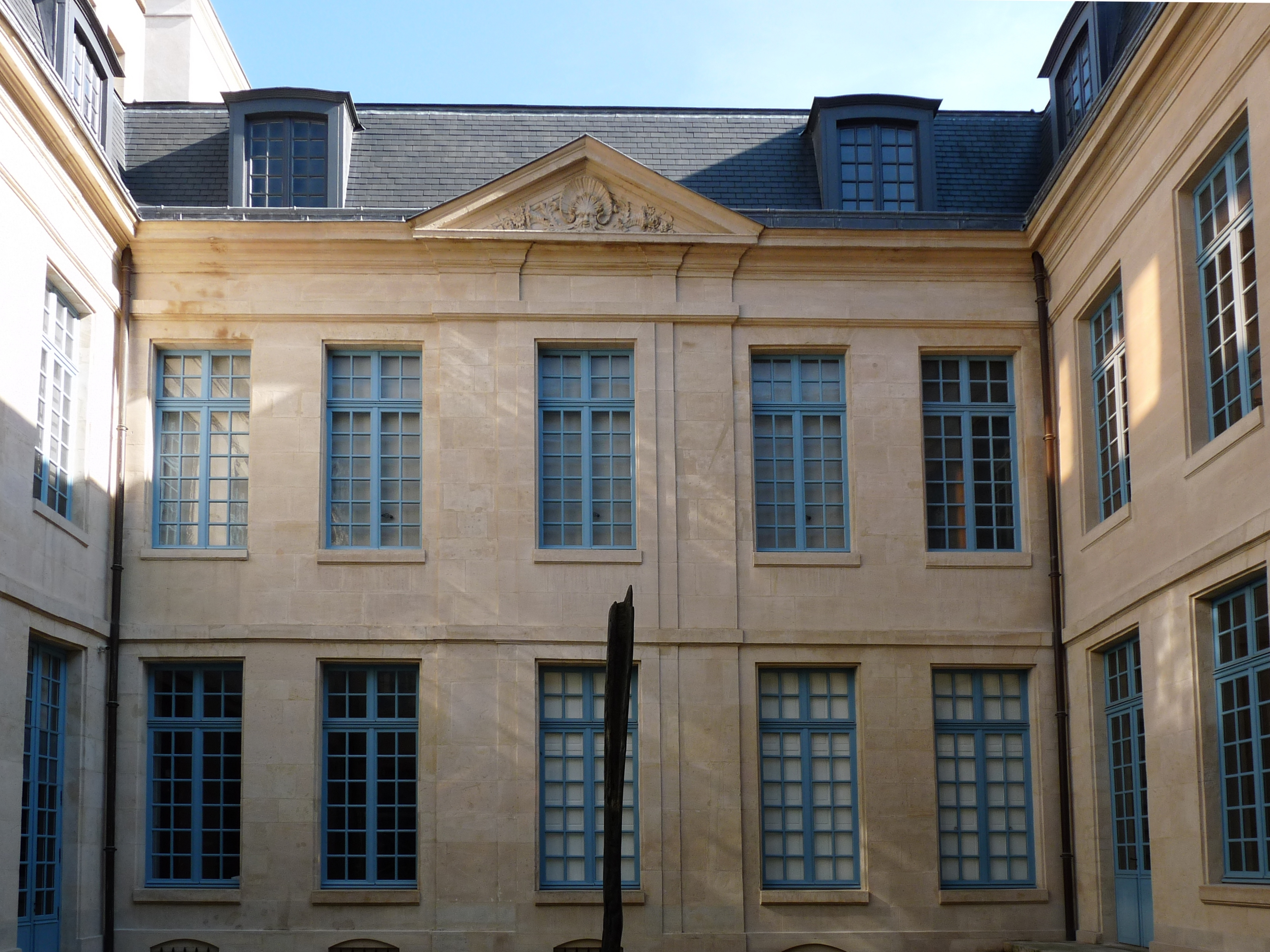
Hôtel de Mongelas

## Sbírky
Sbírky se nacházejí v Paříži v palácích hôtel de Guénégaud (původní sídlo muzea) a hôtel de Mongelas (nové sídlo muzea) a rovněž ve druhém patře zámku Chambord, kde nadace od roku 1971 vystavuje část sbírek obrazů a tapisérií (především období Františka I.) a moderního umění.
Sbírky představují lovecké umění a působení člověka v přírodě. Jsou rozděleny do tří oblastí:
- lovecké nástroje a zbraně, jedná se o jednu největších sbírek tohoto druhu v Evropě
- lovecké produkty: trofeje a vycpaná zvířata z Evropy, Afriky, Asie a Ameriky
- umělecké předměty s námětem lovectví (malby, grafiky, sochy, tapiserie, keramika, nábytek) staré i soudobé. Ve sbírce jsou zastoupeni malíři jako Peter Paul Rubens, Lucas Cranach, Frans Snyders, Pieter Boel, Jean-Baptiste Oudry, Jean-Siméon Chardin, Carle Vernet, André Derain a také François Desportes, dvorní malíř lovu a psů Ludvíka XIV. Z moderních sochařů jsou zastoupeni např. Jan Fabre, Jean-Michel Othoniel, Mark Dion nebo Patrick Van Caeckenbergh.

Muzeum pravidelně organizuje také dočasné výstavy s náměty štvanice v 19. století, psi v dějinách umění, lovectví v renesanci apod. nebo představuje současné umělce.